# لوانوی
لوانوی (انگلیسی: Luanvi) شرکت تجهیزات ورزشی اسپانیایی است، که در سال ۱۹۷۰ تأسیس شد.